# Jean-Marie Toulouse
Pour les articles homonymes, voir Toulouse (homonymie).
Professeur de gestion, chercheur et administrateur, Jean-Marie Toulouse a fait carrière à HEC Montréal de 1973 à 2008.

## Biographie[1]
Ttulaire d'un B. Ph. en psychologie, d'une L. Ps. et d'un Ph. D. en psychologie sociale de l'Université de Montréal, il a été boursier postdoctoral en administration des affaires à l'Université de Californie à Los Angeles.
Ses principaux domaines d'enseignement et de recherche ont été l'entrepreneurship et la stratégie d'entreprise.
Il a été titulaire d'une Chaire Maclean-Hunter sur l'entreprenariat, la première au Canada et l'une des premières au monde en cette matière.
Auteur de dix livres, dont L'entrepreneurship au Québec et Entrepreneurship technologique: 21 cas de PME à succès, il a publié plus de 200 articles scientifiques et professionnels et il a prononcé plus de 220 conférences devant des auditoires très variés.
Comme directeur de HEC Montréal de 1995 à 2006, il a été apprécié notamment pour ses qualités de prévisionniste et pour le développement international de l'École.
En 2010, il a été nommé professeur émérite, une nomination réservée à quelques professeurs titulaires à la retraite dont le nom est proposé par les collègues.

## Honneurs[1]
- 1993 - Mérite de l'Association des diplômés de l'Université de Montréal
- 1995 - Médaillé de la Fondation Édouard-Montpetit
- 1997 - Membre de la Société royale du Canada
- 2004 - Officier de l'Ordre national du Québec
- 2005 - Doctorat honoris causa, Université Jean Moulin Lyon 3
- 2006 - Lien d'Or, Université EM Lyon (anciennement École supérieure de commerce de Lyon)
- 2010 - Nommé professeur émérite par HEC Montréal
- 2021 - Membre de l'Ordre du Canada[3]